# Зоряне (Дубенський район)
Зо́ряне — село в Україні, у Ярославицькій сільській громаді Дубенського району Рівненської області.

## Географія
Село розташоване на лівому березі річки П'яне.
Село до 2017 року було у складі Новоукраїнської сільської ради. Розташоване за 65 км від обласного центру (м. Рівне),  18 км від селища Млинів та за 4.5 км на північ від с. Новоукраїнки. Селом пролягає автомобільний шлях міжнародного значення М19.

## Населення

### Мова
Розподіл населення за рідною мовою за даними перепису 2001 року:
| Мова       | Кількість | Відсоток |
| ---------- | --------- | -------- |
| українська | 147       | 100%     |

## Історія
До 1955 року село мало назву Княгинінок.
У 1906 році село Княгинінок Ярославицької волості Дубенського повіту Волинської губернії. Відстань від повітового міста 32 верст, від волості 4. Дворів 35, мешканців 227.
7 (20) листопада 1917 року, відповідно до Третього Універсалу Української Центральної Ради, увійшло до складу Української Народної Республіки.
У 1949 р. у населеному пункті у селян відібрано землю і засновано колгосп «Победа», який через рік приєднали разом з артіллю ім. Чапаєва до колгоспу «Соцперемога» (с. Новоукраїнка).
Багато жителів села були учасниками німецько-радянської війни: Старостюк Олександр, Чухрій Андронік, Чухрій Степан та Дмитрук Микола.
Закладів освіти і культури в селі не було. На даний час функціонує лише магазин. Кількість населення станом на 2015 р. складає 118 чоловік.
Серед талановитих вихідців із Зоряного — Степан Степанович Чухрій, кандидат технічних наук, має чимало наукових праць.
Престольне свято — Покрова, 14 жовтня.
12 червня 2020 року, відповідно до розпорядження Кабінету Міністрів України № 722-р від «Про визначення адміністративних центрів та затвердження територій територіальних громад Рівненської області», увійшло до складу Ярославицької сільської громади.
19 липня 2020 року, в результаті адміністративно-територіальної реформи та ліквідації Млинівського району, село увійшло до складу Дубенського району.